# Elżbieta Lonc
Elżbieta Lonc (ur. 11 listopada 1951 w Kłodzku, zm. 6 marca 2017 we Wrocławiu) – polska biolog, specjalizująca się w parazytologii; nauczyciel akademicki związana z uczelniami we Wrocławiu i Wałbrzychu.

## Życiorys

### Młodość i wykształcenie
Urodziła się w 1951 roku w Kłodzku. Po ukończeniu szkoły podstawowej w Bardzie, gdzie spędziła dzieciństwo i wczesną młodość, kontynuowała naukę w Liceum Ogólnokształcącym im. Władysława Jagiełły w Ząbkowicach Śląskich, które ukończyła w 1969 roku. Następnie podjęła studia biologiczne na Uniwersytecie Wrocławskim, zdobywając w 1974 roku dyplom magistra. Bezpośrednio po ukończeniu studiów rozpoczęła pracę na swojej macierzystej uczelni począwszy od stanowiska asystenta, następnie adiunkta i profesora nadzwyczajnego aż po profesurę zwyczajną. Jednocześnie podjęła studia doktoranckie, uzyskując w 1979 roku stopień naukowy doktora. W celu prowadzenia dalszych swoich badań naukowych wyjechała na sypendium naukowe do Stanów Zjednoczonych. W 1988 roku Rada Wydziału Nauk Przyrodniczych Uniwersytetu Wrocławskiego nadała jej stopień naukowy doktora habilitowanego nauk medycznych w zakresie medycyny o specjalności parazytologia, na podstawie rozprawy pt. Phenetic classification of Ricinidae /Phthiraptera:Amblycera/. W 1999 roku otrzymała tytuł profesora nauk biologicznych.

### Działalność na Uniwersytecie Wrocławskim
Na swojej macierzystej uczelni Elżbieta Lonc poza działalnością dydaktyczno-naukową pełniła wiele istotnych funkcji organizacyjnych. Od 1990 do 1996 roku sprawowała funkcję prodziekana do spraw dydaktycznych Wydziału Nauk Przyrodniczych UWr. Poza tym w latach 1992-2007 była przewodniczącą Rady Programowej na kierunku ochrona środowiska. Wielokrotnie zasiadała też w Senacie tej uczelni, w tym komisjach do spraw badań naukowych i współpracy z zagranicą oraz komisji nauczania. Była kierownikiem Zakładu Parazytologii Ogólnej Instytutu Mikrobiologii UWr (1996-2003), a od 2007 roku kieruje Zakładem Ekologii Drobnoustrojów i Ochrony Środowiska.

### Działalność na PWSZ w Wałbrzychu
Po utworzeniu w Wałbrzychu Państwowej Wyższej Szkoły Zawodowej w 1999 roku zaangażowała się w rozwój tej uczelni, za namową prof. Jerzego Wyrzykowskiego. Niedługo potem zasiadła w Senacie tej szkoły wyższej. W 2008 roku została wybrana na rektora Państwowej Wyższej Szkoły Zawodowej im. Angelusa Silesiusa w Wałbrzychu. W tym czasie udało się rozbudować infrastrukturę uczelni, w tym zbudować ze środków unijnych aulę PWSZ, pozyskać budynek po dawnej filii Uniwersytetu Ekonomicznego we Wrocławiu oraz rozpocząć wznoszenie domu studenckiego. Utworzono nowe kierunki inżynieryjne: architekturę krajobrazu, gospodarkę przestrzenną, bezpieczeństwo i higienę pracy. Poza tym uruchomiono studia drugiego stopnia - magisterskie uzupełniające. 12 kwietnia 2012 roku została wybrana rektorem na drugą kadencję.

### Działalność naukowa
Jej zainteresowania naukowe związane są problematyką ekologii i ochrony środowiska, a w szczególności dotycząc zagadnień parazytologii, biologii drobnoustrojów i ich wektorów. Jej dorobek naukowy obejmuje łącznie 173 publikacji, w tym 133 po habilitacji. W skład tego dorobku wchodzą m.in. oryginalne prace twórcze, podręczniki i skrypty, rozdziały książek, redakcja monografii i materiałów konferencyjnych, niepublikowane raporty. Jak dotychczas wypromowała 5 doktorów i ponad 50 magistrów. Do ważniejszych jej publikacji należą:
- Zajęcia praktyczne z parazytologii dla studentów biologii, Wrocław 1994.
- Principles of modern protozoological parasitology, Wrocław 2000.
- Współczesne trendy w edukacji środowiskowej, Wrocław 2003.
- Dzieje parazytologii polskiej w latach 1945-2000, Wrocław 2004.
- Ekologia i ochrona środowiska : podręcznik dla studentów, Wałbrzych 2005.
- Atrakcyjność przyrody i turystyki na Ziemi Wałbrzyskiej , Wałbrzych 2010.

Za swoją działalność naukowo-dydaktyczną była wielokrotnie nagradzana, w tym m.in. licznymi nagrodami rektora Uniwersytetu Wrocławskiego, Medalem Komisji Edukacji Narodowej (1997), nagrodą zespołową Ministerstwa Nauki i Szkolnictwa Wyższego (2007) oraz Złotym Krzyżem Zasługi (1995). Aktywnie uczestniczy w wielu towarzystwach naukowych w kraju jak i za granicą. Jest członkiem Polskiego Towarzystwa Biometrycznego, Polskiego Towarzystwa Parazytologicznego, Wrocławskiego Towarzystwa Naukowego, Polskiej Akademii Nauk oraz amerykańskiego towarzystwa "Society for Vector Ecology".

### Życie prywatne
Była wdową. Miała syna Krzysztofa (ur. 1979), prawnika, kończącego asesurę w Gliwicach.
Została pochowana na cmentarzu parafialnym w Przyłęku w gminie Bardo.